# VEF I-14
VEF Irbitis I-14 — латвийский одномоторный учебный самолёт, разработанный в 1936 году Карлисом Ирбитисом. Для подготовки лётчиков к переходу на новые истребители ВВС Латвии заказали специальный учебный самолёт. Карлис Ирбитис, занимавшийся разработкой самолёта, взял за основу монопланы фирмы Miles Aircraft. Постройка самолёта, начатая в конце 1936 года на заводе ВЭФ, окончилась в ноябре следующего года. Это был моноплан с неубирающимся шасси и закрытой кабиной. 23 апреля 1938 года, через полгода испытаний, самолёт был почти полностью разрушен в авиакатастрофе, лётчик при этом не пострадал. Поскольку ожидалось появление более совершенного учебного истребителя I-15, работы над самолётом после аварии прекратили.

## Лётно-технические характеристики
- Экипаж: 1 чел.;
- Длина: 7,30 м;
- Размах крыла: 8,00 м;
- Высота: 2,00 м;
- Вес пустого: 410 кг;
- Взлётная масса: 665 кг;
- Двигатель: 1 × 6-цилиндровый рядный Menasco Buccaneer 200 л. с.